# Heidersdorf
Heidersdorf település Németországban, azon belül Szászország tartományban. Lakosainak száma 750 fő (2023. december 31.).

## Népesség
A település népességének változása:
| Lakosok száma | 812  | 800  | 790  | 773  | 750  |
|               | 2017 | 2019 | 2021 | 2022 | 2023 |